# سيانول زايلين
سيانول زايلين (بالإنجليزية: Xylene cyanol )‏ يمكن أن تستخدم كمؤشر لوني وذلك لمراقبة ورصد عملية الفصل الكهربائي للهلام باستخدام الأجاروز و الفصل الكهربائي للهلام باستخدام البولي أكريل أميد . ويمكن استخدام كلاً من أزرق البروموفينول و صبغة البرتقالي ج  أيضاً لهذا الغرض .

## سرعة عملية الهجرة
خلال هلام الأجاروز 1 % ، يستطيع سيانول الزايلين أن يهاجر (يرحل) عادة في حوالي نفس معدل 4000 زوج من قواعد الحمض النووي الريبوزي منقوص الأكسجين DNA . في حين أن سيانول الزايلين أو صبغة التتبع تستطيع أن ترحل على هلام البولي أكريل أميد 6 %  بسرعة تعادل حركة 140 زوج من قواعد الحمض النووي الريبوزي منقوص الأكسجين DNA .

## وصلات خارجية
- Xylene cyanol at OpenWetWare